# Radicipes verrilli
Radicipes verrilli is een zachte koraalsoort uit de familie Chrysogorgiidae. De koraalsoort komt uit het geslacht Radicipes. Radicipes verrilli werd in 1885 voor het eerst wetenschappelijk beschreven door Wright.